# Simon Gyllensten
Simon Gyllensten, född 18 juli 1992, är en svensk friidrottare (stavhoppare) tävlande för IF Kville.
Vid junior-EM i Tallinn, Estland år 2011 tog sig Simon Gyllensten till stavhoppsfinalen med 5,05, men i finalen fick han inget godkänt hopp.

## Personliga rekord
| Utomhus - 100 meter – 11,01 (Göteborg 9 juli 2011) - 100 meter – 11,17 (Meza, Arizona USA 15 maj 2014) - 200 meter – 22,27 (Göteborg 10 juli 2011) - 200 meter – 21,95 (medvind) (Vellinge 28 augusti 2011) - 400 meter – 51,04 (Hillsdale, Michigan USA 24 april 2014) - 400 meter – 51,53 (Meza, Arizona USA 15 maj 2014) - 1 500 meter – 4:28,01 (Conway, South Carolina USA 18 mars 2016) - 1 500 meter – 4:51,89 (Meza, Arizona USA 16 maj 2014) - 110 meter häck – 15,46 (Mesa, Arizona USA 16 maj 2014) - Höjdhopp – 1,97 (Mesa, Arizona USA 15 maj 2014) - Stavhopp – 5,20 (Mannheim, Tyskland 3 juli 2011) - Längdhopp – 7,01 (Marion, USA 12 april 2014) - Längdhopp – 6,73 (Meza, Arizona USA 15 maj 2014) - Kulstötning – 10,09 (Conway, South Carolina USA 17 mars 2016) - Kulstötning – 9,82 (Mesa, Arizona USA 15 maj 2014) - Diskus – 33.35 (Mesa, Arizona USA 16 maj 2014) - Spjut – 49,17 (Mesa, Arizona USA 16 maj 2014) - Tiokamp – 6 912 (Mesa, Arizona USA 16 maj 2014) | Inomhus - 60 meter – 7,21 (Indianapolis, Indiana USA 7 februari 2014) - 60 meter – 7,22 (New York, New York USA 7 mars 2014) - 400 meter – 51,28 (Göteborg 4 december 2011) - 1 000 meter – 2:42,71 (New York, New York USA 8 mars 2014) - 60 meter häck – 8,76 (New York, New York USA 8 mars 2014) - Höjdhopp – 2,02 (New York, New York USA 7 mars 2014) - Stavhopp – 5,25 (Örebro, 19 februari 2012) - Längdhopp – 6,81 (Sätra 19 februari 2011) - Kulstötning – 9,95 (Indianapolis, Indiana USA 7 februari 2014) - Sjukamp – 5 366 (New York, New York USA 8 mars 2014) - Sjukamp U20 – 4 833 (Stockholm 7 mars 2010) |